# Assela
Assela (auch Asela, Asella) ist eine Stadt in der Region Oromia in Äthiopien, genauer in der Zone Arsi, dessen Hauptort es darstellt. Zudem war es bis zu einer Verwaltungsreform im Jahr 1994 die Hauptstadt der damaligen Provinz Arsi. Die Stadt beherbergt laut einer Projektion aus dem Jahr 2015 circa 99.000 Einwohner und liegt etwa 159 km südlich der Hauptstadt Addis Abeba. Als Sitz der Verwaltung für das Arsi-Gebiet sind der Stadt noch einige Verwaltungsfunktionen geblieben. Die Stadt liegt des Mount Chilalo auf einem Hochplateau nahe dem See Zway entlang des großen Afrikanischen Grabenbruches. Mit dem Sitz eines Flughafens ist Asella ein wichtiger Handels- und Verkehrsknotenpunkt für die Gesamte Region.
Die Stadt ist und war Heimat vieler sehr erfolgreicher äthiopischen Langstreckenläufer. So lebten hier unter anderem die Weltrekordhalter Haile Gebrselassie, Kenenisa Bekele, Tirunesh Dibaba und Derartu Tulu.

## Geographie

### Klima
Gemäß der Effektiven Klimaklassifikation nach Köppen und Geiger und Geiger herrscht in Assela subtropisches Gebirgsklima (Cwb). Daher variieren die monatlichen Temperaturunterschiede kaum und die jahreszeitliche Prägung erfolgt durch die Niederschlagsmenge, die im August am höchsten ist und im Dezember sehr niedrig ausfällt.
|                        | Jan  | Feb  | Mär  | Apr  | Mai  | Jun  | Jul  | Aug  | Sep  | Okt  | Nov  | Dez  |   |      |
| Mittl. Temperatur (°C) | 14,2 | 15   | 16,1 | 16,6 | 16,6 | 15,7 | 14,7 | 14,7 | 14,7 | 15,1 | 14,1 | 13,5 | ⌀ | 15,1 |
| Mittl. Tagesmax. (°C)  | 22   | 22,6 | 23,3 | 23,3 | 23,1 | 21,7 | 19,7 | 19,6 | 19,9 | 21,5 | 21,2 | 21,4 | ⌀ | 21,6 |
| Mittl. Tagesmin. (°C)  | 6,0  | 7,5  | 8,9  | 10   | 10   | 9,7  | 9,8  | 9,8  | 9,5  | 8,7  | 7    | 5,7  | ⌀ | 8,6  |
|                        |      |      |      |      |      |      |      |      |      |      |      |      |   |      |
| Niederschlag (mm)      | 27   | 57   | 93   | 105  | 110  | 123  | 195  | 205  | 151  | 54   | 18   | 9    | Σ | 1147 |

| 6,0 |

| 7,5 |

| 8,9 |

| 10 |

| 10 |

| 9,7 |

| 9,8 |

| 9,8 |

| 9,5 |

| 8,7 |

| 7 |

| 5,7 |

| 6,0 |

| 7,5 |

| 8,9 |

| 10 |

| 10 |

| 9,7 |

| 9,8 |

| 9,8 |

| 9,5 |

| 8,7 |

| 7 |

| 5,7 |

## Bevölkerung

### Einwohnerentwicklung
Bevölkerungsentwicklung der Stadt laut citypopulation.de
| \| Jahr \| Einwohnerzahl[1] \| \| ---- \| ---------------- \| \| 1984 \| 36.720 \| \| 1994 \| 47.391 \| \| 2007 \| 67.269 \| \| 2015 \| 99.000 \| | Hier fehlt eine Grafik, die leoder im Moment aus technischen Gründen nicht angezeigt werden kann. Wir arbeiten daran! |
| Jahr | Einwohnerzahl |
| 1984 | 36.720 |
| 1994 | 47.391 |
| 2007 | 67.269 |
| 2015 | 99.000 |

## Bildung
2015 wurde in Assela die Arsi University eröffnet.

## Söhne und Töchter der Stadt
- Haile Gebrselassie (* 1973), Langstreckenläufer
- Zemzem Ahmed (* 1984), Hindernis- und Straßenläuferin
- Fate Tola (* 1987), Langstreckenläuferin
- Ybekal Daniel Berye (* 1988), Langstreckenläufer
- Mohammed Aman (* 1994), Mittelstreckenläufer
- Lamecha Girma (* 2000), Hindernisläufer